# آلفرد اشمالزر
آلفرد اشمالزر (انگلیسی: Alfred Schmalzer; ۲۸ اکتبر ۱۹۱۲ – ۲۱ ژانویهٔ ۱۹۴۴) بازیکن هندبال اهل اتریش بود.